# Gilman-reagens

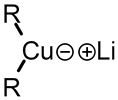
Algemene structuurformule van een Gilman-reagens

De Gilman-reagentia vormen een groep van organische lithium-koperverbinding, met als algemene formule R2CuLi, waarbij R voor een alkyl- of arylgroep staat. Vanuit organisch-synthetisch oogpunt zijn dit belangrijke verbindingen omdat ze in staat zijn in organische halogeniden (organische verbindingen van chloor, broom en jood) het halogenide te vervangen door de R-groep. Vooral bij het opbouwen van grotere moleculen uit kleinere fragmenten is dit een belangrijke reactie.
De reagentia zijn voor het eerst beschreven in 1952 door Henry Gilman.

## Toepassingen en eigenschappen
Lithiumdimethylkoper kan bereid worden door koper(I)jodide in THF toe te voegen aan methyllithium bij −78 °C. In het voorbeeld hieronder wordt het Gilmanreagens ingezet om een acetyleen te methyleren. De negatieve lading wordt vervolgens afgevangen via een nucleofiele acylsubstitutie op de ester, waarbij een cyclisch enon ontstaat.
Gilman-reagentia hebben gecompliceerde structuren, zowel in kristallijne vorm als in oplossingen. Lithiumdimethylkoper is een dimeer in di-ethylether, waarbij een 8-ring gevormd wordt met twee lithiumatomen die beiden door twee methylgroepen worden gecoördineerd. Op dezelfde wijze vormt lithiumdifenylkoper in vaste toestand een dimeer ethercomplex.
Als interactie met de Li+-ionen geblokkeerd wordt door complexatie ervan met een kroonether, met name 12-kroon-4, dan vormen de losse dialkylkoper-anionen die overblijven een lineaire structuur rond het koperatoom.